# Pfarrkirche Bruckhäusl

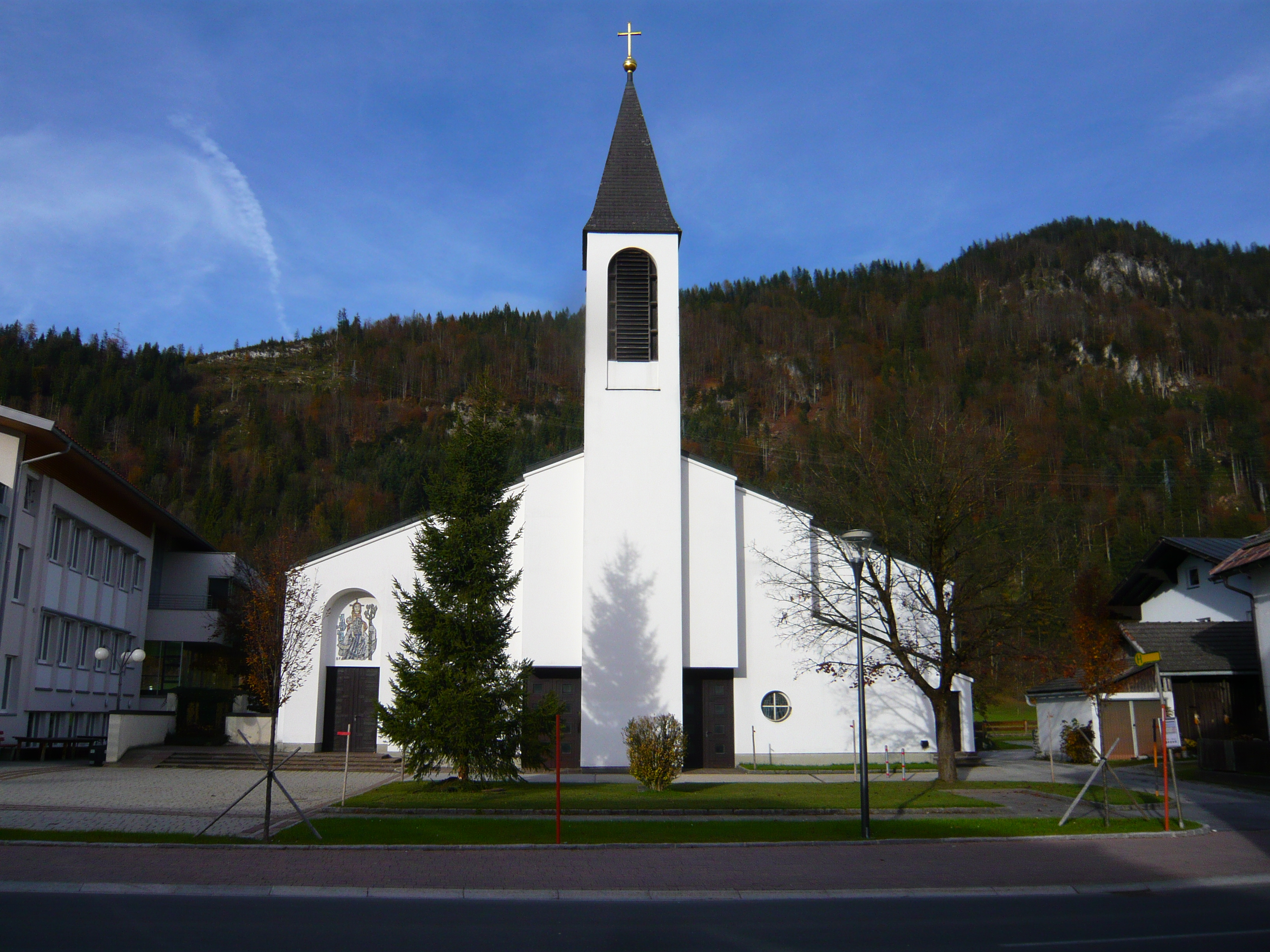
Kath. Pfarrkirche Hll. Petrus und Paulus in Bruckhäusl

Die römisch-katholische Pfarrkirche Bruckhäusl steht in der Ortschaft Bruckhäusl in der Gemeinde Kirchbichl im Bezirk Kufstein in Tirol. Sie ist den Heiligen Petrus und Paulus geweiht und gehört zum Dekanat Kufstein in der Erzdiözese Salzburg. Das Bauwerk steht unter Denkmalschutz (Listeneintrag).

## Lagebeschreibung
Die Pfarrkirche steht an der Loferer Straße im Ortsteil Bruckhäusl.

## Geschichte
Die erste kleine Kapelle von 1844 wurde 1937 durch eine kleine einfache Kirche ersetzt, diese erhielt 1953 einen Turm mit Spitzhelm. Während des Baus der neuen Kirche nach Plänen von Clemens Holzmeister wurde die alte stückweise in den Jahren 1978 und 1979 abgebrochen.

## Kirchenbau
Kirchenäußeres
Die Kirche wurde über einem rechteckigen Grundriss mit einem kombinierten Pyramiden-Satteldach errichtet. Der rechteckige Kirchturm mit Spitzhelm wurde in die Westfassade eingebunden. Die Fassaden sind durch mehrere Vor- und Rücksprünge strukturiert. An der Westfassade befinden sich drei Eingänge, über dem Hauptportal ist eine große Rundnische. Der Turm weist große rundbogige Schallöffnungen und drei kleine rechteckige Fenster auf.
Kircheninneres
An den großen, rechteckigen Kirchenhauptraum im Inneren schließt an der Westseite eine Raumfolge mit einer kleinen Kapelle, einem größeren Saal, einer offenen Taufkapelle und der Sakristei mit dem Emporenaufgang an. Der Kirchenraum hat eine hölzerne Faltdecke und eine plastisch geformte Westwand mit der Orgelempore. Der Altarraum ist erhöht. An der Altarrückwand ist ein großes Fresko, das die Heiligen Petrus und Paulus darstellt.